# 황의 법칙
황의 법칙(Hwang's Law)은 한국의 삼성전자의 기술총괄 사장이었던 황창규(전 KT 대표이사 회장)가 제시한 이론이다. 2002년 2월 미국 샌프란시스코에서 열렸던 ISSCC(국제반도체회로 학술회의)에서 그는 '메모리 신성장론'을 발표하였는데, 무어의 법칙과 달리 메모리반도체의 집적도가 1년에 두 배씩 늘어난다는 이론이었다. 그는 이에 맞는 제품을 개발하여 이론을 입증하는데 성공하였다. 2008년에 삼성이 128GB짜리 NAND플래시 메모리를 발표하지 않음에 따라 법칙이 깨졌다.

## 같이 보기
- 무어의 법칙